# Joseph Bergès
Pour les articles homonymes, voir Bergès.
Joseph Paul Louis Bergès, né le 31 mai 1878 à Saint-Girons (Ariège) et mort le 9 mars 1956 à Paris 6e, est un peintre français.

## Biographie

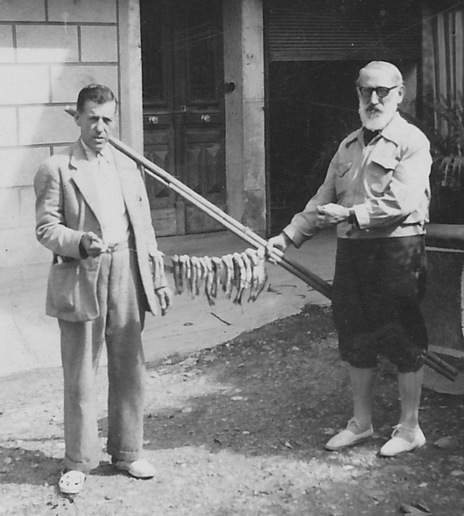
Joseph Bergès (à droite) et Jean Rieu, au retour d'une partie de pêche à Saint-Girons, à la fin des années 1930.

Fils de Jean Bergès, tailleur de pierre, âgé de 41 ans, et de Catherine Dedieu, ménagère.
Après des études aux Beaux-Arts de Toulouse, il est reçu premier à l’École des Beaux-Arts de Paris. C'est à Paris qu'il fit toute sa carrière, mais il resta très attaché au Couserans, où il revint souvent jusqu’à ses dernières années.
Élève d'Eugène Cormon et de Léon Bonnat, il se spécialise dans le portrait et les natures mortes et expose au Salon des artistes français dès 1907. 
Le 23 juillet 1908, il épouse, à la mairie du 6e arrondissement de Paris, Rose-Eugénie Rioult, qui décédera le 12 décembre 1930.
La même année, il obtint un deuxième grand prix de Rome pour La mort de Tharcicius (saint Tharsal), tableau de 1,10 m sur 1,46 m, qui lui valut la médaille d'honneur et une bourse de voyage et qui fut envoyé par l'État au musée des Augustins, à Toulouse, le 13 avril 1909.
Prix Henner (salon de 1914), médaille d'or du Salon des artistes français (1914), classe hors-concours à partir de cette date, il est fait chevalier de la Légion d'honneur le 29 janvier 1927 et devient membre du jury du prix de Rome ainsi que du comité et du jury de la Société des artistes français.
Le 18 avril 1953, il est nommé officier de la Légion d'honneur.

## Œuvres

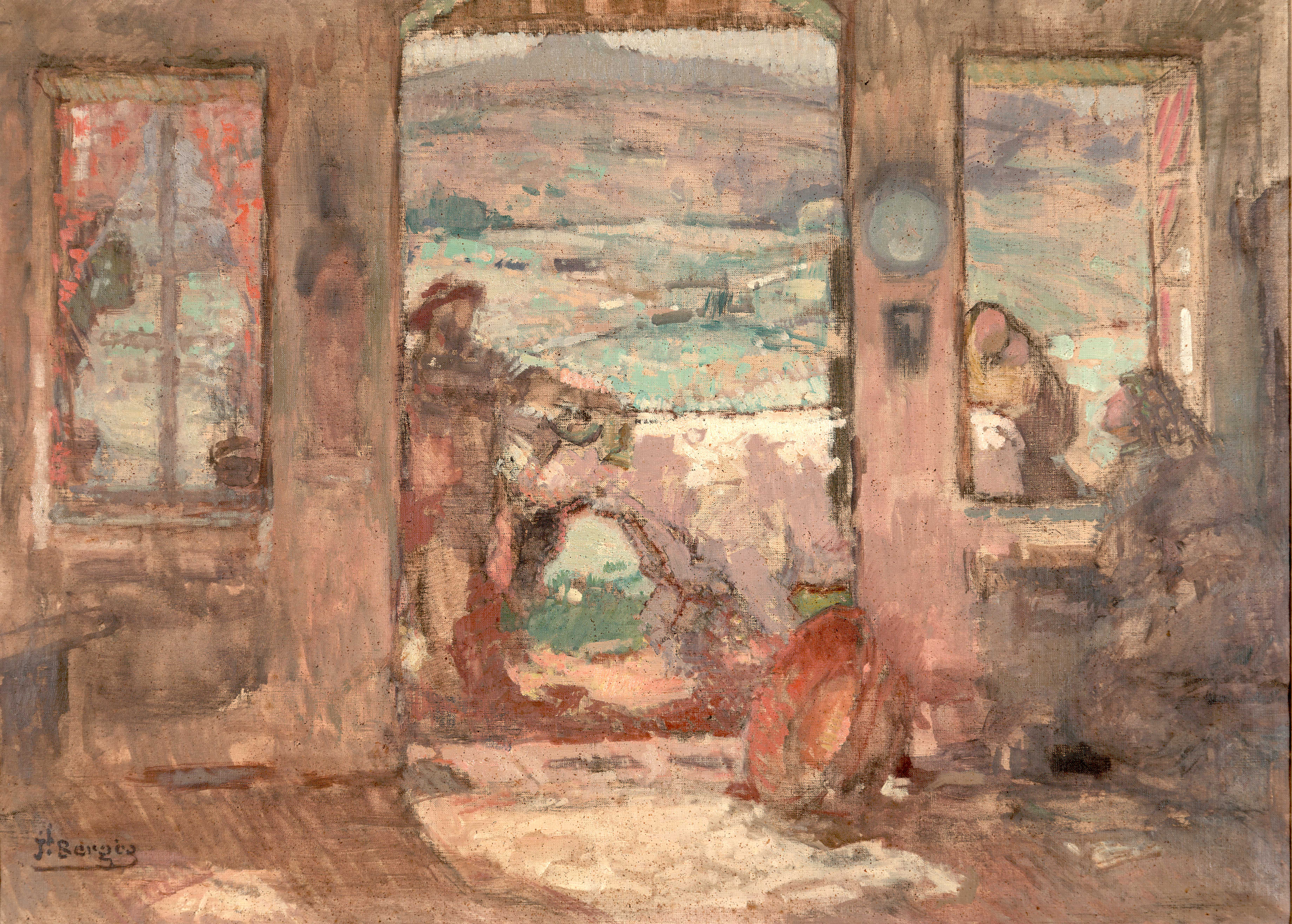
Retour des champs, tableau de Joseph Bergès, vers 1953 (Coll. particulière)

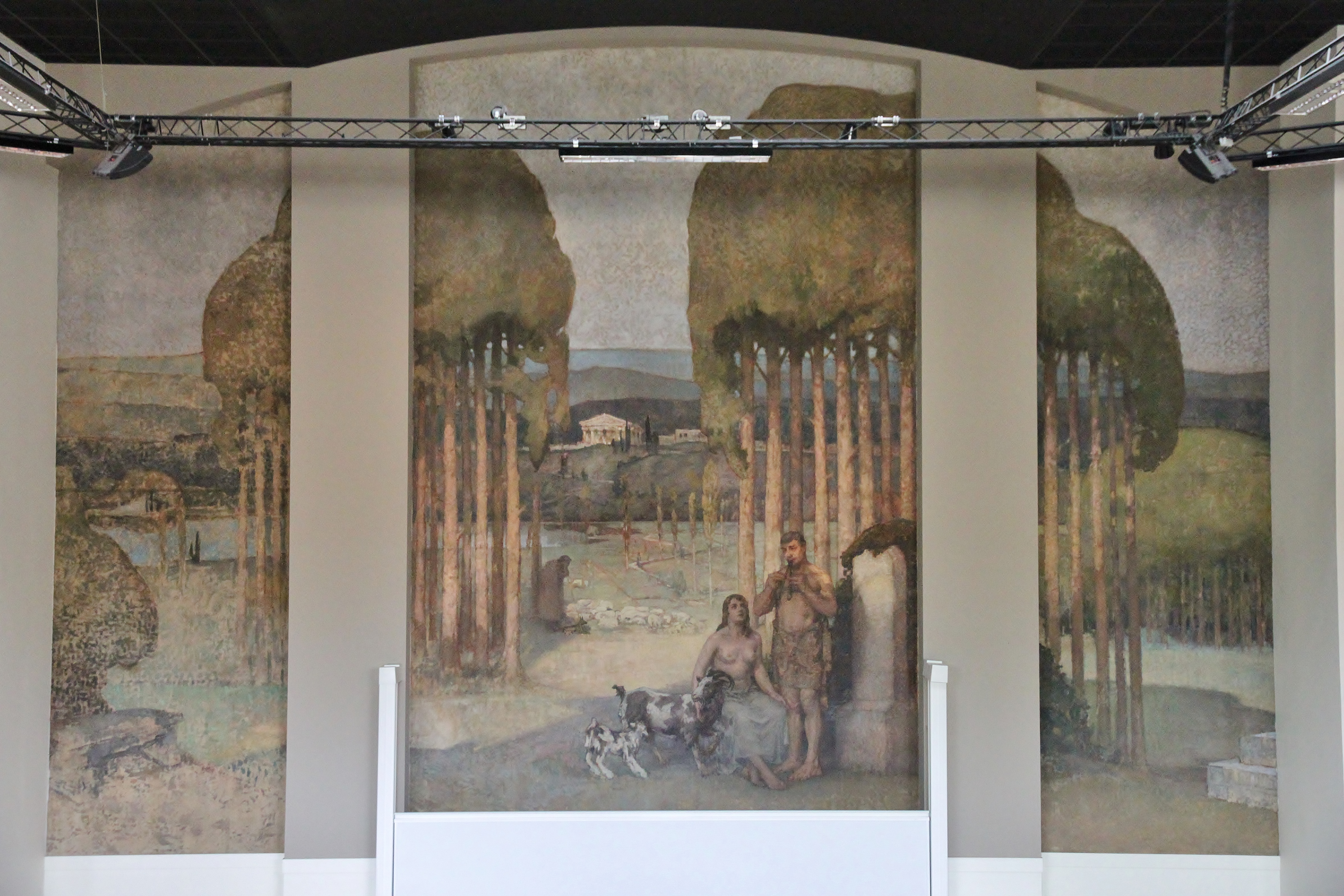
Grande fresque dans l'amphi Cujas de la faculté de droit de Toulouse, représentant un paysage de la Grèce antique (1934).

Parmi les œuvres de Joseph Bergès conservées dans des musées publics, on peut citer : 
- La mort de Tharcicius (musée des Augustins de Toulouse)[4]
- La mort du père Mouche (inspiré par le roman La Terre d'Émile Zola) (prix Chenavard) (musée de Quimper)
- Ceux qui restent (Petit Palais)
- Souvenirs, huile sur toile (musée d'Orsay à Paris)[5].

D'autres œuvres de Joseph Bergès ont été acquises par l'État en 1914 pour le musée de La Rochelle et en 1920 pour le musée d'Albi. 
Plusieurs tableaux de cet artiste ont été reproduits dans l'ouvrage Saint-Girons, Saint-Lizier, Le Couserans de Louis-Henry Destel :
- Le Christ mutilé, tableau, hors texte p. de garde.
- Saint-Lizier, dessin à la plume, h.t. p. 56.
- L’église de Montjoie, tableau, h.t. p. 94.
- Chez le marchand de bric-à-brac, tableau, Salon de 1942, h.t. p. 104.
- Les déshérités du Couserans, tableau, h.t. p. 112.
- Ceux qui restent, tableau, h.t. p. 112.
- L’église romane d’Ourjout, tableau, h.t. p. 144.

Joseph Bergès a également réalisé en 1934 une fresque (plus exactement une toile marouflée) monumentale de 7 x 13 m dans le grand amphi Cujas de la faculté de lettres de Toulouse (aujourd’hui faculté de droit). Cette fresque, qui représente un paysage de la Grèce antique, avait été masquée par une restauration pratiquée en 1978. Elle fut redécouverte en 2011 lors de la restauration de l'amphithéâtre.
Une exposition consacrée à son élève et ami André Regagnon, organisée au château des vicomtes du Couserans à Saint-Girons du 17 juillet au 15 août 2010, présentait également, provenant de collections publiques et privées, des toiles de Joseph Bergès, que Regagnon considérait comme son maître.